# Alexandra Stadium
The Alexandra Stadium (inaczej Gresty Road, The Crest lub The Station) – stadion piłkarski, położony w Crewe (Anglia). Został on zbudowany w 1906 roku. Na co dzień gra tutaj Crewe Alexandra. Stadion ten ma wymiary 100 x 66 jardy i może pomieścić 10 118 osób.